# Calle 36 (línea Queens Boulevard)
La Calle 36 es una estación en la línea Queens Boulevard del Metro de Nueva York de la B del Independent Subway System (IND). Localizada en la intersección con la Calle 36 y Northern Boulevard en Long Island City, Queens. La estación es servida las 24 horas de los trenes del servicio , ,  y .
Esta es una de las dos estaciones del servicio R en llamarse "36th Street"; la otra es 36th Street de la línea de la Cuarta Avenida en Brooklyn.